# 조지 그로브
조지 그로브 경(영어: Sir George Grove, 1820년 8월 13일 ~ 1900년 5월 28일)은 영국의 음악 엔지니어이자 저술가로, 《그로브 음악사전》의 창립 편집자로 알려져 있다.
그로브는 토목 기술자로서 훈련을 받았고, 그 직업에서는 성공적이었지만, 음악에 대한 그의 사랑은 그를 음악 행정으로 이끌었다. 수정궁에서 열리는 정기 오케스트라 콘서트를 책임질 때, 그는 일련의 프로그램 노트들을 썼고, 결국 그의 음악 사전을 성장시켰다. 19세기에 영국에서 무시되었던 프란츠 슈베르트의 음악에 대한 그의 관심은 그와 그의 친구 아서 설리번으로 하여금 발견되지 않은 슈베르트의 원고를 찾아 오스트리아 빈으로 가게 했다. 그들의 연구는 1867년 슈베르트의 《로자문데》 음악, 그의 교향곡, 기타 음악의 손실된 악보를 발견하게 하여 슈베르트의 작품에 대한 관심의 부활을 이끌었다.
그로브는 1883년에 설립되어 1894년에 은퇴할 때까지 왕립음악대학의 초대 감독이었다. 그는 휴버트 패리와 찰스 빌리어스 스탠포드를 포함한 주요 음악가들을 대학 교수진 회원으로 영입했고, 런던의 오래된 음악원, 왕립음악원과 긴밀한 협력 관계를 맺었다.

## 생애
그로브는 생선 장수이자 사슴고기 상인 토머스 그로브(1774년 ~ 1852년)와 그의 아내 메리(1784년 ~ 1856년)의 11남매 중 8남매인 클래팜에서 태어났다. 여동생 엘리너 그로브는 런던 칼리지홀의 창립 교장이었다.